# ActivoBank
O ActivoBank, S.A. é um banco pertencente ao Banco Comercial Português. Foi fundado em 1994 com o nome Banco7 e foi o primeiro banco em Portugal a funcionar com atendimento exclusivamente telefónico, 24 horas por dia e sete dias por semana. Em 1997, lançou o primeiro serviço de home banking em Portugal. Em 2001 foi renomeado para ActivoBank7 e passou a posicionar-se como banco online direcionado para investidores. Em 2010 foi renomeado para o atual nome e passou a oferecer serviços de banca comercial a baixo custo, tendo como público-alvo os clientes particulares mais jovens.

## História
O Activo Bank7 foi criado em 1994, durante o mandato de Jorge Jardim Gonçalves como presidente do Banco Comercial Português, tendo sido o primeiro banco a funcionar por telefone em território nacional. Por volta de 2001 lançou um sistema de investimento pela Internet.
Em 18 de Março de 2010, o Banco Comercial Português inaugurou o ActivoBank by Millennium, que foi considerado pelo jornal Publico como um «novo conceito de banca que pretende captar clientes com espírito jovem e que sejam utilizadores intensivos das novas tecnologias». Este banco era uma continuação do Activo Bank7, e iniciou-se com quatro balcões nas cidades de Lisboa e Porto, além de um sistema de acesso via Internet e smartphones. Os novos serviços focavam-se inicialmente no iPhone, e na comunicação através da Internet, principalmente no Facebook, Twitter e Youtube. Aquando do seu lançamento, previa-se que o ActivoBank by Millennium fosse atingir cerca de dez mil clientes ainda nesse ano, aos quais se juntariam os vinte mil que viriam do ActivoBank7.
Porém, em meados da década de 2010 o Banco Comercial Português começou a procurar interessados em adquirir o ActivoBank, tendo chegado a negociar com os bancos Atlântico Europa e CTT, embora sem sucesso. Em 2015 o processo de venda foi interrompido, decisão que foi explicada pelo presidente do BCP, Nuno Amado, como resultado de «questões técnicas» e «relações inter-companhias, que demoram algum tempo a resolver». Com efeito, em Março de 2016 as operações de venda já tinham sido retomadas, tendo o jornal Público noticiado que o BCP tinha iniciado negociações neste sentido com a empresa britânica Cabot Square Capital. Porém, esta tentativa também falhou.
Em Agosto de 2013, o Millenium BCP anunciou que o ActivoBank tinha atingido os cinquenta mil clientes, tendo explicado que «se entre 2010 e 2011 foram nove mil os novos clientes do ActivoBank, 2012 quase duplicou esse número ao registar a entrada de 16 mil novos clientes. No presente ano, o banco já conta com 10 mil novos clientes, mantendo assim o ritmo de crescimento que a nova marca vem registando». Nesse ano, o ActivoBank já contava com catorze balcões, sedeados em Lisboa, Porto, Aveiro, Braga, Cascais, Coimbra, Gaia, Leiria, Matosinhos e Oeiras.

## Reconhecimentos
| Ano  | Entidade                     | Prémio |
| ---- | ---------------------------- | --- |
| 2023 | Escolha do Consumidor        | Banco Digital |
| 2023 | DECO Proteste                | Melhor Banco de Retalho |
| 2022 | Escolha do Consumidor        | Banco Digital |
| 2022 | Prémio Cinco Estrelas        | Banca Digital |
| 2022 | Prémio Powerful Brand        | Bancos Online |
| 2021 | DECO Proteste                | Escolha Acertada Crédito Multiusos no valor de 25.000€ a 84 meses |
| 2021 | Escolha do Consumidor        | Banco Digital |
| 2021 | Prémio Cinco Estrelas        | Banca Digital |
| 2021 | World Finance                | Best Consumer Digital Bank, Portugal Best Mobile Banking App, Portugal                                                                                               |
| 2020 | DECO Proteste                | Escolha Acertada Contas à Ordem Com Ordenado Domiciliado Escolha Acertada Contas à Ordem Sem Ordenado Domiciliado                                                    |
| 2020 | Escolha do Consumidor        | Banco Digital |
| 2020 | Prémio Cinco Estrelas        | Banca Digital |
| 2019 | Prémio Cinco Estrelas        | Banca Digital |
| 2019 | DECO Proteste                | Escolha Acertada Crédito Pessoal, categoria Valor Superior a 5.000€                                                                                                  |
| 2019 | Marktest                     | Marca Mais reputada (Banca Online) |
| 2019 | World Finance                | Best Mobile Banking App, Portugal Best Commercial Bank in Portugal Best Consumer Digital Bank                                                                        |
| 2019 | Escolha do Consumidor        | Banco Digital |
| 2018 | World Finance                | Best Commercial Bank in Portugal Best Digital Bank, Portugal Best Mobile Banking App, Portugal                                                                       |
| 2018 | DECO Proteste                | Escolha Acertada Contas à Ordem Internet Com Ordenado Domiciliado Escolha Acertada Contas à Ordem Internet Sem Ordenado Domiciliado Escolha Acertada Crédito Pessoal |
| 2018 | Marktest                     | Marca Mais reputada (Banca Online) |
| 2018 | ACEPI                        | Melhor Site/App Serviços Financeiros |
| 2017 | World Finance                | Best Commercial Bank in Portugal |
| 2017 | Marktest                     | Marca Mais reputada (Banca Online) |
| 2017 | ACEPI                        | Melhor Estratégia Digital |
| 2016 | World Finance                | Best Commercial Bank in Portugal |
| 2016 | Marktest                     | Marca Mais reputada (Banca Online) |
| 2016 | ACEPI                        | Marketing em Redes Sociais |
| 2016 | Prémio Cinco Estrelas        | Categoria Banca |
| 2015 | World Finance                | Best Commercial Bank in Portugal |
| 2015 | Global Finance               | Best Consumer Internet Bank in Europe |
| 2015 | ACEPI                        | Marketing em Redes Sociais |
| 2015 | IFM                          | Most Innovative Bank Portugal |
| 2015 | Prémio Cinco Estrelas        | Melhor processo de abertura de Conta |
| 2014 | World Finance                | Best Commercial Bank in Portugal |
| 2014 | Capgemini/Jornal de Negócios | Best Ethical Practices Awards (categoria Consciência Jurídica) |
| 2013 | World Finance                | Best Commercial Bank in Portugal |
| 2012 | World Finance                | Best Commercial Bank in Portugal |
| 2012 | Global Finance               | Best Consumer Internet Bank in Portugal Best Website Design in Europe Best in Social Media in Europe                                                                 |
| 2011 | World Finance                | Most Innovative Bank in Portugal |
| 2011 | Global Finance               | Best Internet Bank in Europe |